# Левантинці

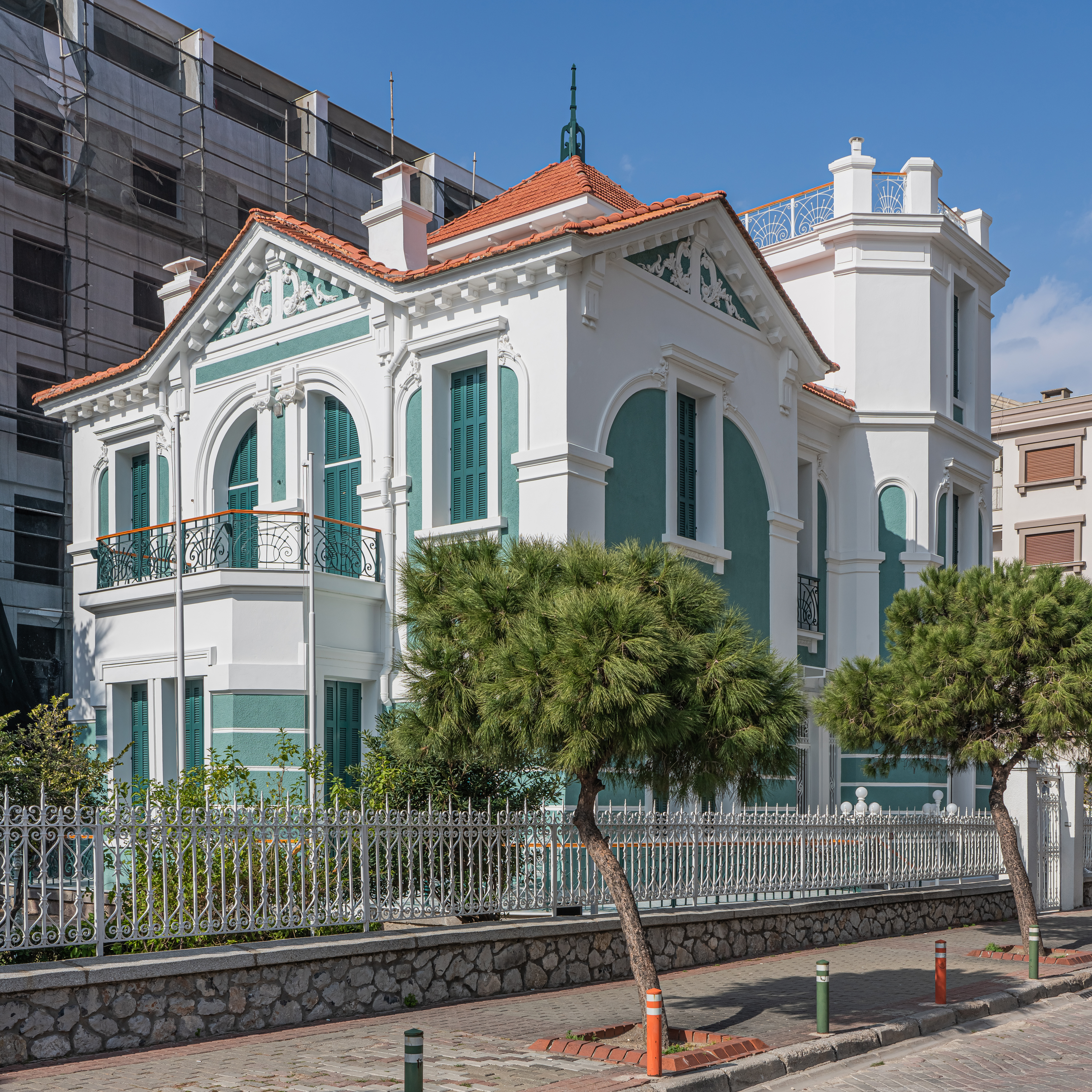
Левантинський особняк в Ізмірі

Левантинці (фр. Levantine; італ. Levantino; тур. Levanten), також левантійці, латиняни, латини або франки — термін, що застосовувався до католицького населення середньовічних держав Близького Сходу (держави хрестоносців, Латинська імперія, володіння Венеційської республіки, пізня Візантія, пізніше — Османська імперія). В наші дні термін іноді використовують на позначення їхніх нащадків, які проживають в Туреччині і Леванті (Сирія, Ліван, Ізраїль, Палестина, Йорданія).
«Латинські католики» підпорядковуються Латинському патріархату Єрусалиму і використовують латинські літургійні обряди, на відміну від східних католиків, які підпадають під власних патріархів та застосовують різні східні літургійні обряди, перебуваючи в повному спілкуванні зі світовою католицькою церквою. Левантинці на Близькому Сході часто мають європейське походження.
Залежно від конкретної галузі, через культурну спадщину, яка походить від католиків, які жили під Османською імперією, їх іноді називають левантіями, італо-левантіями, або франко-левантіями (араб. شوام; фр. Levantins; італ. Levantini; грец. Φραγκολεβαντίνοι Frankolevantini; тур. Levantenler, Tatlısu Frenkleri) через Франкократію.
Відмітна епоха впливу сталася під час хрестових походів з встановленням Єрусалимського королівства протягом Середньовіччя. Як і у випадку східних католиків та інших християн на Близькому Сході, левантинці мають як історію, так і сучасність у вигляди гоніння християн.